# イェウヘン・ハチェリディ
イェウヘン・フリホロヴィチ・ハチェリディ（Yevhen Hryhorovych Khacheridi、ウクライナ語: Євген Григорович Хачеріді、ギリシャ語:Ευγένιος Χατσερίδης、1987年7月28日  - ）は、ウクライナ・ザポリージャ州メリトポリ出身の元プロサッカー選手。元ウクライナ代表。現役時代のポジションは、ディフェンダー。

## クラブ経歴
10歳の時に地元サッカークラブでプレーを始めた。その後、第16教育総合高等学校を経てメリトポリ教育大学に入学した。
大学卒業後、SCオルコム・メリトポリでプロキャリアをスタート。2006-07シーズン、FCヴォリン・ルーツィクにレンタル移籍。2007年夏、1000万フリヴニャでルーツィクルツに完全移籍。 
2008年1月、ディナモ・キエフに移籍。

## 代表歴
2009年10月10日にドニプロ・アリーナで開催された2010 FIFAワールドカップ・ヨーロッパ予選イングランド代表との試合で代表初キャップ。グループステージ最終戦のアンドラ代表にも出場した。
ウクライナ代表はイングランド代表に次ぐ2位でグループステージを終え、ギリシャとのプレーオフに回った。アテネで行われた1stレグは0-0のスコアレスドローに終わったが、ドンバス・アリーナで行われた2ndレグでディミトリオス・サルピンギディスにゴールを奪われ0-1で敗北、本戦出場は成らなかった。
UEFA EURO 2012では3試合に出場した。

### ゴール
| #  | 開催日        | 会場     | 対戦国     | スコア | 結果 | 試合概要                    |
| -- | ------------- | -------- | ---------- | ------ | ---- | --------------------------- |
| 1. | 2013年3月26日 | オデッサ | モルドバ   | 2–0    | 2–1  | 2014 FIFAワールドカップ予選 |
| 2. | 2013年9月6日  | リヴィウ | サンマリノ | 4–0    | 9–0  | 2014 FIFAワールドカップ予選 |
| 3. | 2013年9月6日  | リヴィウ | サンマリノ | 6–0    | 9–0  | 2014 FIFAワールドカップ予選 |

## 人物
父親はポントス人を祖先に持つギリシャ系ウクライナ人である。

## タイトル
ディナモ・キエフ
- ウクライナ・プレミアリーグ: 2008–09, 2014–15,  2015–16
- ウクライナ・カップ: 2013–14, 2014–15
- ウクライナ・スーパーカップ: 2009, 2011, 2016

PAOK
- ギリシャ・スーパーリーグ: 2018–19
- キペロ・エラーダス: 2018–19